# Royal Racing Club de Bruxelles
El Royal Racing Club de Bruxelles fou un club de futbol belga de la ciutat de Brussel·les.

## Història

### R.R.C. de Bruxelles (1894-1963)
El club va néixer el 1891 com a club d'atletisme i el 1994 com a club de futbol amb el nom Racing Football Club. Ingressà a la federació el 1895 com a Racing Club de Bruxelles amb número de matrícula 6. Fou sis cops campió de lliga abans de la Primera Guerra Mundial. A partir de 1921 s'anomenà Royal Racing Club de Bruxelles.
El 1963 entrà en dificultats econòmiques, i decidí fusionar-se amb White Star Woluwé A.C. esdevenint Royal Racing White. Mantingué el número de matrícula del White Star, el 47, mentre que el número 6 fou adoptat pel K. Sport Sint-Genesius-Rode.

### K. Sport Sint-Genesius-Rode (1927-1963)
El 1927 es fundà el FC La Rhodienne, jugant en categories inferiors. El 21 de juny de 1963, el Racing Club canvià el nom a Royal FC La Rhodienne, mantenint el número de matricula 6. L'endemà, el K. Sport Sint-Genesius-Rode (matricula 1274) canvià el seu nom a Royal Racing Club de Bruxelles. El 23 de juny, el Royal FC La Rhodienne canvià el nom a K. Sport St-Genesius-Rode.

### K.F.C. Rhodienne-Verrewinkel/Rhodienne-De Hoek (1963-present)
El 1996, el K.V.C. Verrewinkel (fundat el 1928) es fusionà amb K. Sport St-Genesius-Rode, adoptant el nom K.F.C. Rhodienne-Verrewinkel. Adoptà el nom Koninklijke Football Club Rhodienne-De Hoek el 2010.

## Palmarès
- Lliga belga de futbol: 
  - 1896-97, 1899-1900, 1900-01, 1901-02, 1902-03, 1907-08

- Segona divisió belga de futbol: 
  - 1925-26, 1941-42

- Copa belga de futbol: 
  - 1911-12